# Mary av Woodstock
Mary av Woodstock, född 1278, död 1332, var en engelsk prinsessa, dotter till kung Edvard I av England och Eleonora av Kastilien (1241–1290).
Hon lovades 1285 till nunna vid Amesbury Priory, och blev vid tolv års ålder 1291 formellt vigd till nunna. I praktiken levde hon dock ett fritt och självständigt liv. Hennes far gav henne ett stort personligt underhåll och flera gods, hon levde i privata bekväma rum i klostret, och hade rätt att både ta emot besök och själv lämna klostret när hon ville. Hon vistades bland annat ofta vid hovet. Trots att hon formellt var nunna, levde hon de facto mer som en prinsessa.  